# مقاطعة ماريامبوله
مقاطعة ميرايامبوله. هي واحدة من المقاطعات العشر في ليتوانيا، تقع في جنوب البلاد، عاصمتها هي مدينة ميرايامبوله، في 1 تموز 2010، ألغت إدارة المحافظة، ومنذ ذلك التاريخ، مقاطعة مارييامبول وحدة إقليمية إحصائية.